# Balog György (iskolaigazgató)
Balog György (Széplak, 1659 – Sopron, 1726. április 8.) iskolaigazgató.

## Élete
Feltehetőleg korán árvaságra jutott, mert Unger Joachim soproni polgár özvegye neveltette. A soproni magyar iskolában végezte tanulmányait, majd a naumburgi gimnáziumba ment és ott négy évig tanult.
Az 1680. nyári félévet a jénai egyetemen töltötte. A hazába visszatérte után megnyíltak a – soproni országgyűlés után tíz évig zárva tartó – soproni iskolák; ekkor (1682.) conrectornak hívták meg. 1709-ig tanárkodott, majd betegsége miatt hivataláról lemondott.

## Művei
- A Marcus Tullius Ciceronak négy könyvei. (Lőcse, 1694.) (Sturmius Jakab munkájának fordítása)
- A Cornelius Neposnak… hires nevezetes hadi fejedelmeknek életekrűl és cselekedetekrül irt könyve. Fordítás. (Lőcse, 1701. Kassa, 1746. és 1763. Pozsony, 1777.)
- Augustus Herman. Franckenak oktatása a gyermeknevelésrűl. Közbeszélgetésbe foglaltatott Virth Ambrus által. (Magyar nyelvre fordította B. G. Hallában, 1733. E munka fordítását hibásan tulajdonították némelyek Baba Györgynek.)